# Josef Weberbauer
Josef Weberbauer (* 13. März 1998) ist ein österreichischer Fußballspieler.

## Karriere
Weberbauer begann seine Karriere beim SV Kuchl. Zur Saison 2007/08 wechselte er in die Jugend des FC Red Bull Salzburg. Zur Saison 2012/13 kehrte er zu Kuchl zurück. Im April 2014 spielte er erstmals für die erste Mannschaft von Kuchl in der Salzburger Liga. In drei Saisonen für die erste Mannschaft von Kuchl kam er zu 66 Einsätzen.
Zur Saison 2016/17 wechselte er zum Regionalligisten USK Anif. Sein Debüt in der Regionalliga gab er im Juli 2016, als er am ersten Spieltag jener Saison gegen den FC Dornbirn 1913 in der 86. Minute für Sebastian Wachter eingewechselt wurde. In jenem Spiel, das Anif mit 4:0 gewann, erzielte Weberbauer auch sein erstes Regionalligator. In seiner ersten Saison bei Anif kam er zu 23 Regionalligaeinsätzen, in denen er vier Tore erzielte. In der Saison 2017/18 kam er zu 26 Einsätzen, in der Saison 2018/19 zu 25.
Zur Saison 2019/20 schloss er sich dem Ligakonkurrenten Salzburger AK 1914 an. Für die Salzburger kam er zu 18 Einsätzen in der Regionalliga Salzburg, in denen er zwei Tore erzielte. Nach einem halben Jahr beim SAK wechselte er im Februar 2020 zum Zweitligisten Grazer AK. Sein Debüt in der 2. Liga gab er im Februar 2020, als er am 17. Spieltag der Saison 2019/20 gegen den Floridsdorfer AC in der Startelf stand und in der Nachspielzeit durch Filip Smoljan ersetzt wurde. In zwei Jahren in Graz kam er insgesamt zu 50 Zweitligaeinsätzen, in denen er drei Tore erzielte.
Im Jänner 2022 wechselte Weberbauer zum Bundesligisten SV Ried, bei dem er einen bis Juni 2024 laufenden Vertrag erhielt. Bei Ried konnte er sich aber nie durchsetzen und absolvierte in eineinhalb Jahren nur 17 Partien in der Bundesliga. Mit dem Team stieg er 2022/23 aus dem Oberhaus ab, woraufhin er zur Saison 2023/24 zum Neo-Ligakonkurrenten DSV Leoben wechselte. Für Leoben absolvierte er 22 Zweitligaspiele, ehe dem Team nach der Saison 2023/24 die Zulassung entzogen wurde.
Daraufhin wechselte Weberbauer zur Saison 2024/25 zum Zweitligisten Admira Wacker.